# Возникновение редуцированных гласных в праславянском языке
Возникновение редуцированных гласных в праславянском языке — позднепраславянское фонетическое изменение во всех диалектах праславянского языка, заключающееся в переходе кратких *ĭ и *ŭ в редуцированные гласные, традиционно обозначаемые как ь и ъ.

## Качество редуцированных
Традиционно ь и ъ рассматриваются как редуцированные гласные, что получило отражение в терминологии: «иррациональные гласные», «полугласные», «шепотные гласные», «гласные неполного образования», «сверхкраткие», «редуцированные», «глухие гласные», пол. półsamogłoski, чеш. neurčité vokály, нем. Halbvokale, фр. voyelles ultra-brèves.
А. Лескин и В. Вондрак считали, что ъ соответствовал звуку в англ. bird «птица» (ɜ), а ь — звуку в нем. glaube «думаю» (ə).
Р. Ф. Брандт полагал, что ъ звучал как первый звук в рус. помогать (ə), а ь как первый звук в рус. берегу́ (ɪ).

## Примеры
- пра-и.е. h3migʰleh2 > др.-греч. ὁμίχλη, лит. miglà, праслав. *mьgla «туман»[5].
- пра-и.е. dʰugh2tēr > лит. duktė̃, праслав. *dъkti «дочь»[6].

## Хронология

### Абсолютная хронология
Ю. В. Шевелёв датирует возникновение редуцированных временем около 800 года н. э. З. Штибер помещает возникновение редуцированных после VII века и полагает, что в IX веке они уже присутствовали в фонетической системе праславянского языка. М. Шекли относит это событие к временному интервалу между 800 и 850 годами н. э.
В ранних финских славянизмах мы находим на месте редуцированных i и u:
- *lъžьka > фин. lusikka «ложка»;
- *okъno > диал. фин. ikkuna «окно»;
- *tъska > фин. tuska «боль, мука»;
- *tolkъno > фин. talkkuna «толокно»;
- *krьstъ > фин. risti «крест»;
- *dъxorь «хорёк» > фин. tuhkuri «норка».

Это, по мнению З. Штибера, говорит о том, что в эпоху первых финно-славянских контактов праславянские *i и *u сохраняли своё первоначальное качество. С. Б. Бернштейн возражает, что в этом случае мы сталкиваемся с субституцией отсутствующих в финском языке редуцированных близкими им звуками i и u. З. Штибер, однако, считает, что редуцированные были звуками среднего ряда, и при субституции были бы заменены на e и o.
Редуцированные в древнерусских заимствованиях из финно-угорских языков:
- эст. Viljandi > *Vьlьjędь > др.-рус. Вельѩдь;
- фин. Musta «чёрный» > др.-рус. Мъста;
- фин. *rōtsi «Швеция» > др.-рус. Рѹсь;
- фин. purje > *pъrě > др.-рус. пърѣ «парус».

Славянизмы, содержащие редуцированные, в румынском:
- sъto «сто» > sutǎ;
- stьklo «стекло» > sticlǎ;
- metъla «метла» > mǎturǎ (диал. meturǎ).